# コルストン・ラブランド
コルストン・ラブランド（Colston Loveland, 2004年4月9日 - ）は、アメリカ合衆国ワシントン州ゴールデンデール出身のプロアメリカンフットボール選手。NFLのシカゴ・ベアーズに所属している。ポジションはタイトエンド。

## 経歴

### ハイスクール
グッディング高等学校ではタイトエンドとラインバッカーを兼任していた。
主要サイトから4つ星評価を受け、ミシガン大学へ進学した。

### カレッジ
1年目の2022年シーズンは14試合に出場して16レシーブ、235レシーブヤード、2つのレシービングTDを記録。パデュー大学とのBig 10チャンピオンシップでもレシービングTDを記録し、勝利に貢献した。
2023年シーズンは15試合に出場して45レシーブ、649レシーブヤード、4つのレシービングTDを記録し、オールBig 10ファーストチームに選出された。ワシントン大学とのCFPナショナルチャンピオンシップではチーム最多となる64レシーブヤードを記録して勝利に貢献し、チームはシーズン無敗での全米制覇を果たした。

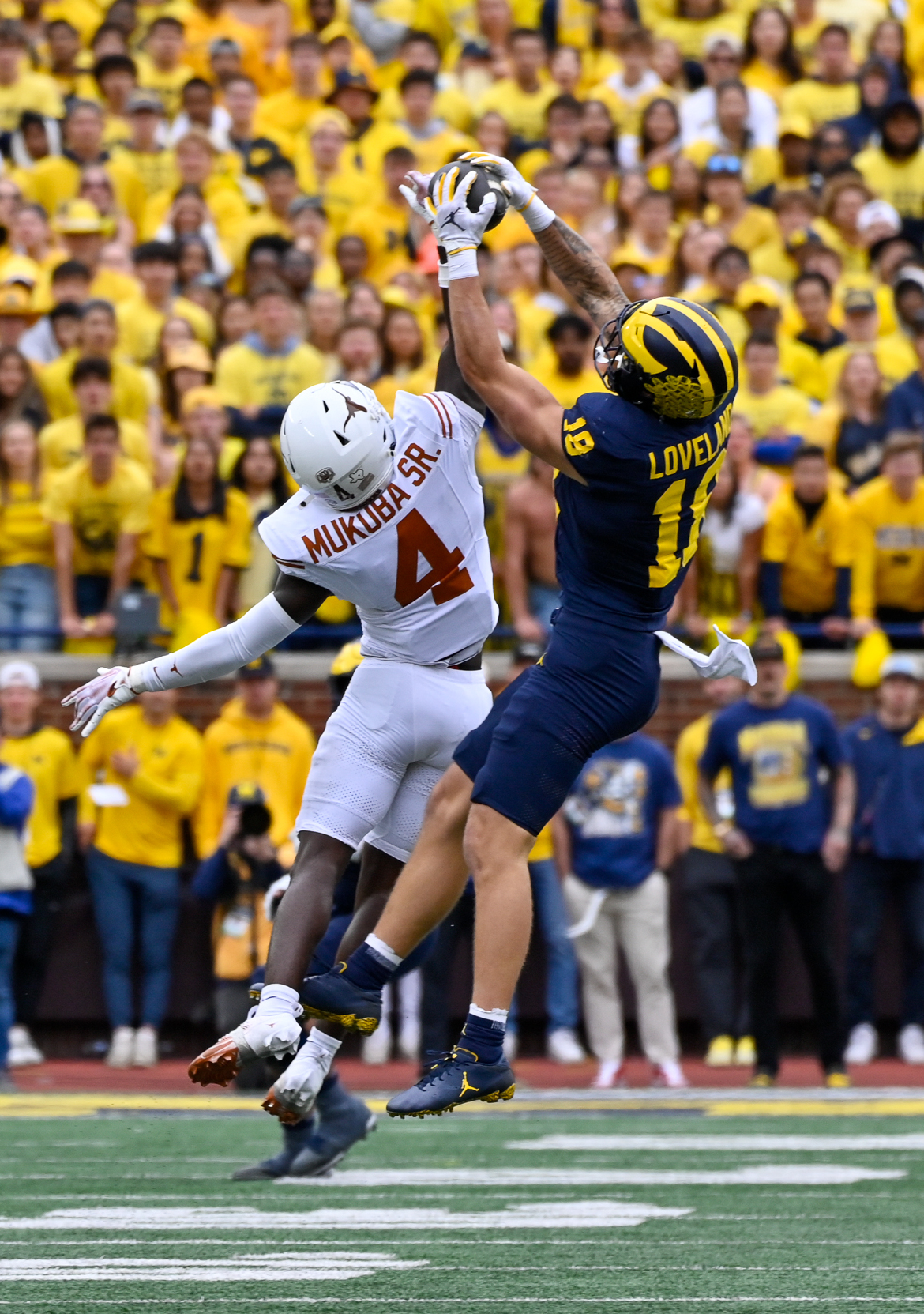
テキサス大学戦でキャッチを成功させるラブランド
(画像右、2024年)

2024年シーズン、第10週のオレゴン大学戦で112レシーブヤードを記録した。このシーズンは怪我により10試合の出場に留まり、56レシーブ、582レシーブヤード、5つのレシービングTDを記録した。シーズン終了後、2025年のNFLドラフトにアーリーエントリーした。

#### 個人成績
| シーズン | 試合 | レシーブ | レシーブ             | レシーブ         | レシーブ | ラン | ラン             | ラン             | ラン |
| シーズン | 試合 | レシーブ | レシーブ 獲得 ヤード | 平均 獲得 ヤード | TD       | 回数 | ラン 獲得 ヤード | 平均 獲得 ヤード | TD   |
| -------- | ---- | -------- | -------------------- | ---------------- | -------- | ---- | ---------------- | ---------------- | ---- |
| 2022     | 14   | 16       | 235                  | 14.7             | 2        | 1    | −8               | −8.0             | 0    |
| 2023     | 15   | 45       | 649                  | 14.4             | 4        | 0    | 0                | 0                | 0    |
| 2024     | 10   | 56       | 582                  | 10.4             | 5        | 1    | −2               | −2.0             | 0    |
| 通算     | 39   | 117      | 1,466                | 12.5             | 11       | 2    | -10              | -5.0             | 0    |

| 6 ft 5+3⁄4 in (197 cm)      | 248 lb (112 kg) | 32+3⁄4 in (83 cm) | 10 in (25 cm) |
| All values from NFL Combine |                 |                   |               |